# ワルド・ルビオ
ワルド・ルビオ・マリン（Waldo Rubio Marín  ,  1995年8月17日 - ）は、スペイン・エストレマドゥーラ州バダホス県バダホス出身のプロサッカー選手。CDテネリフェに所属している。ポジションはMF。

## 来歴
2013年にレクレアティーボ・ウェルバのカンテラに入団。2014-15シーズンにBチームに昇格し、プロデビュー。2015-16シーズンにトップチームに昇格。2015年10月25日のセグンダ・ディビシオンBのFCカルタヘナ戦で、トップチームデビュー。2016年2月28日のレアル・ハエン戦で、プロ初ゴールを決めた。
2017年7月11日、コルドバCFと契約し、Bチームに配属。翌年1月にトップチームに昇格。
2018年7月27日、レアル・バリャドリードと契約し、Bチームに配属。Bチームで6得点を記録し、2019年3月12日にトップチームに昇格し2022年までの契約を締結。4月4日のCDレガネス戦でラ・リーガ初出場。5月6日のアスレティック・ビルバオ戦でリーガ初ゴールを決めた。